# Trattato di Parigi (gennaio 1810)
Il trattato di Parigi del 1810 è stato un accordo firmato il 6 gennaio di quell'anno per porre fine alla guerra tra il Primo Impero francese e Svezia dopo che quest'ultima era stata sconfitta dall'Impero russo durante la guerra di Finlandia del 1808-1809.

## Contesto
La Russia, che inizialmente era alleata della Svezia contro il Primo Impero francese nell'ambito della terza e quarta coalizione, dopo la sconfitta nella battaglia di Friedland, decise di allearsi con Napoleone contro la Svezia.

## Conseguenze
Poco dopo la firma del trattato, il 21 agosto 1810 uno dei marescialli di Napoleone, Jean-Baptiste Bernadotte, venne nominato principe di Svezia fondando così la dinastia dell'attuale casa regnante svedese.
La pace tra Primo Impero francese e Svezia durò circa un anno e mezzo, fino a quando Napoleone si rifiutò di permettere alla Svezia di occupare la Norvegia (all'epoca sotto la sovranità della Danimarca, alleata francese).